# Blind Date (film fra 1999)
Blind Date er en kortfilm fra 1999 instrueret af Iben Snebang efter eget manuskript.

## Handling
En fyr skal på en date, en blind date. Uden at vide hvad der venter ham, møder han op med en stor flot rose.